# Oekus
Oekus je latinizirani oblik grčkog oikosa, koji je Vitruvije koristio za glavnu dvoranu ili salon u rimskoj kući, koji se povremeno koristio kao triklinij za bankete.
Kad je bio velik, postalo je potrebno poduprijeti strop stupovima; tako je, prema Vitruviju, tetrastilni ekus imao četiri stupa; u korintskom oeku postojao je red stupova sa svake strane, praktički dijeleći prostoriju na središnji brod (lađa) i bočne brodove, pri čemu je prvi bila prekriven bačvastim svodom. Egipatski oekus imao je sličan tlocrt, ali su lađe bile manje visine, pa su za osvjetljavanje prostorije uvedeni prozori na svjetlu, koji, kako navodi Vitruvije, više podsjećaju na baziliku nego na triklinij.
Vitruvije razlikuje četiri vrste ekusa:
1. Tetrastilos: s četiri stupa;
2. Korintski: s nizom stupova koji podupiru arhitrav na vrhu s vijencem i zasvođenim stropom;
3. Egipatski: posebno veličanstven oblik ocusa, sa stupovima koji se protežu posvuda, koji podupiru galeriju također opremljenu stupovima;
4. Cizicenski (κυζίκηνοι iz Cyzicusa, antičkog grada u Miziji): vrlo prostran, vrtni oecus okrenut prema sjeveru, uobičajen među Grcima